# Desmodium tortuosum
Desmodium tortuosum è una pianta della famiglia delle Fabaceae.  È originaria dell'America Latina ed è stata ampiamente introdotta come foraggio in gran parte delle zone subtropicali e tropicali del resto del mondo.

## Descrizione
La pianta può crescere fino a tre metri su terreni coltivati. Le foglie sono ovate e alternate con le foglie apicali più grandi delle laterali. L'infiorescenza racemosa può raggiungere i 27 cm e ha fiori di colore rosa-violaceo.